# Бобулов, Камбаралы
Камбаралы́ Бобу́лов (1936, Ноокатский район, Ошская область или Киргизская ССР — 2003, Бишкек) — литературный критик, поэт, прозаик.

## Биография
Родился в 1936 году в селе Осор Ноокатского района Киргизской ССР.
В 1958 году окончил филологический факультет Киргизского государственного университета. В 1962 году стал студентом Академии общественных наук при ЦК КПСС, в 1965 году стал аспирантом этой же академии, а в 1966 году успешно защитил диссертацию на соискание ученой степени кандидата филологических наук.
Трудовую деятельность начал в 1958 году литературным работником журнала «Ала-Тоо». В 1963—1965 — корреспондент газеты «Правда» в Кыргызстане, с 1966 — редактор газеты на киргизском языке «Кыргызстан пионери», в 1976—1982 годах — директор филиала ВААП в Кыргызской Республике, с 1982 г. — руководитель Института языка и литературы АН Кыргызской ССР, с 1985 г. работал консультантом по художественному переводу в Союзе писателей Кыргызстана. С 1992 — Президент Республиканского общества «Кыргыз тил» («Киргизский язык»), в 1990—1994 гг. он был членом Жогорку Кенеша Кыргызской Республики.
В 1960 году избран членом Союза писателей СССР, а в 1969 году — членом Международной ассоциации критиков.
Произведения Камбаралы Бобулова издавались и на русском языке.
Им переведены на киргизский язык и изданы отдельной книгой «Газели» Хафиза, стихотворения И. Чавчавадзе, стихи и отрывок из поэмы каракалпакского писателя Бердаха.
Награждён медалью в честь 100-летия В. И. Ленина, в 1995 году — «1000 лет эпоса Манас», в 1996 году — «Даңк» (Слава), в 2000 году — памятным знаком «Ош-3000», а также Знаком Почета ЦК Кыргызской ССР и ВЛКСМ, дипломами. Отличник народного образования КР, Заслуженный работник культуры КР.
Скончался в Бишкеке в 2003 году, похоронен на Ала-Арчинском кладбище.

## Опубликованные книги

### На киргизском языке
- Айлуу түндө күйгөн от: Повесть жана аңгемелер. — Ф.: Кыргызокуупедмамбас, 1960. — 72 б.
- Түштүк кызы: Повесть. — Ф.: Кыргызмамбас, 1962. — 163 б.
- Эркинбек: Аңгемелер. — Ф.: Кыргызокуупедмамбас, 1963. — 49 б.
- Адабий турмуш ойлору: Макалалар жыйнагы. — Ф.: Кыргызстан, 1965. — 176 б.
- Махабат аралы: Ырлар жана поэма. — Ф.: Кыргызстан, 1971. — 118 б.
- Адабият жана мезгил: Адабий сындар менен публицистикалык мака-лалар. — Ф.: Кыргызстан, 1973. — 196 б.
- Таң шоокуму: Ырлар. — Ф.: Мектеп, 1977. — 108 б.
- Фольклор жана адабият: Адабий сын макалалар. — Ф.: Кыргызстан, 1980. — 268 б.
- Түштүк кызы: Повесть, аңгемелер, очерктер. — Ф.: Мектеп, 1983. — 256 б.
- Акын кыялы: Ыр китеп. — Ф.: Мектеп, 1985. — 284 б.
- Армандуу биздин балалык: Повесттер жана жол очерки. — Ф.: Мектеп, 1988. — 288 б.
- Токтогулдун кербези. — Ф.: Кыргызстан, 1989. — 42 б.
- Жаңы тилке: Адабий иликтөөлөр жана сын макалалар. — Б.: Адабият, 1991. — 352 б.
- Арман китеп: Ырлар. — Б.: Акыл мамконцерни, 1997. — 208 б.

### На русском языке
- Девушка с юга: Повесть. — М.: Сов. писатель, 1964. — 175 с.
- Традиции и новаторство в киргизской прозе. — М.: Мысль, 1966. — 16 с.
- Проблемы традиций и новаторства в киргизской прозе. — М.: Мысль, 1966. — 16 с.
- Девушка с юга: Повесть. — М.: Худож. лит., 1969. — 110 с.
- Пути развития ревлизма в киргизской прозе. — Ф.: Мектеп, 1969. — 167 с.
- Критика и литературный процесс: Литературно-критические статьи. — Ф.: Кыргызстан, 1976. — 210 с.
- Остров любви: Книга стихов. — Ф.: Кыргызстан, 1982. — 237 с.
- Крик сердца: Книга стихов. — Ф.: Кыргызстан, 1987. — 160 с.
- Бессмертная песнь Токтогула. — Ф.: Кыргызстан, 1989. — 42 с.

### Переводы на киргизский язык
- Бердак. Өмүр ырлары. — Ф.: Кыргызстан, 1980. — 104 б.
- Хафис. Казалдар. — Ф.: Мектеп, 1972. — 50 б.

## Экранизации
- 1965 — «Самая послушная» — по мотивам романа «Девушка с юга»